# Didymophysa
Didymophysa là chi thực vật có hoa trong họ Cải.